# Negativo (fotografia)

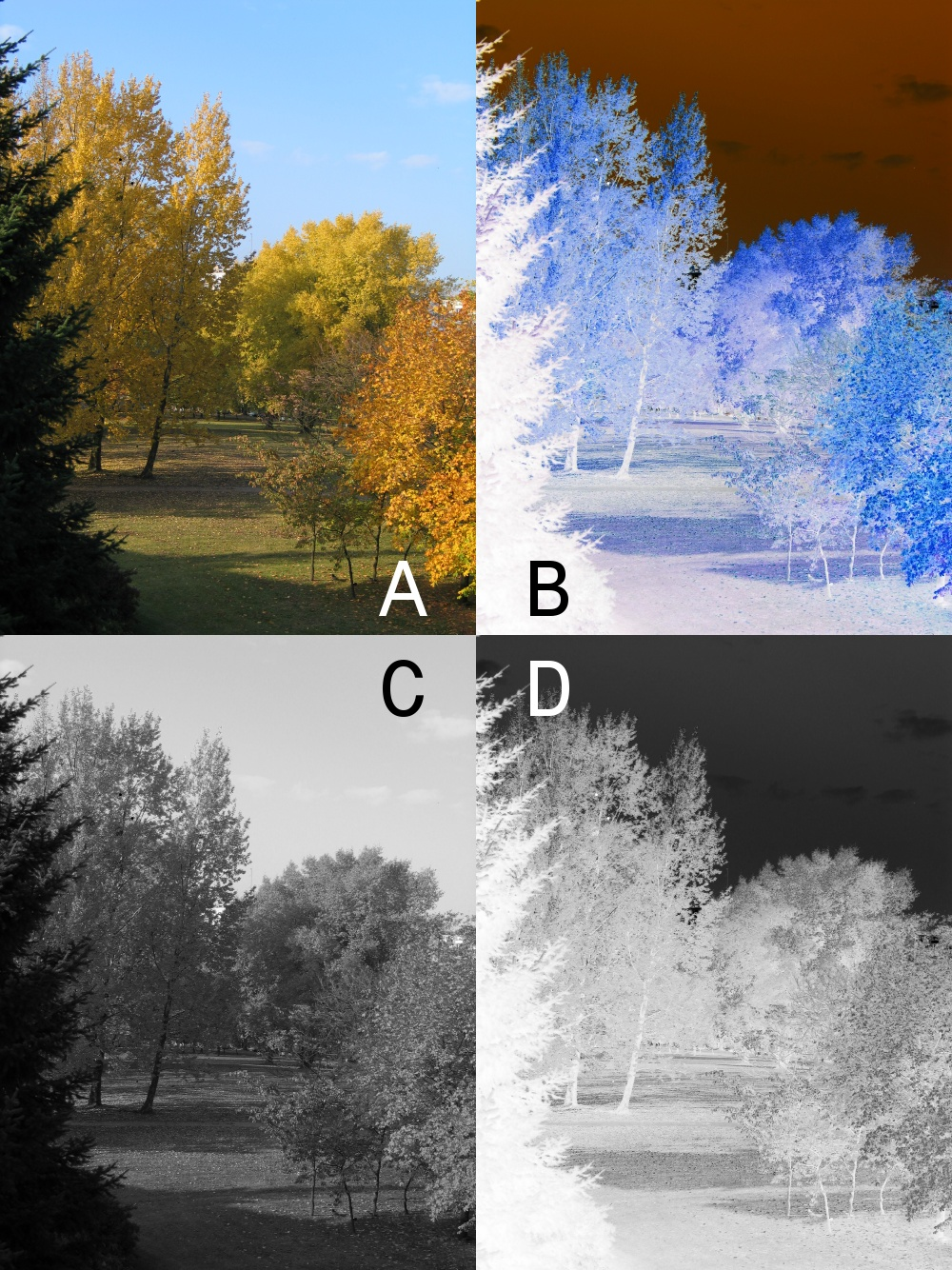
Imagem positiva, a cores (A), negativo da mesma (B), positivo a preto e branco (C) e negativo desta (D).

Negativo, em fotografia pode referir-se ao filme fotográfico, a uma imagem negativa conseguida através da inversão de cores de uma imagem normal, ou ao resultado de um processo fotográfico que produz imagem negativas, como o calótipo.
A primeira criação de uma fotografia negativa foi feita pelo cientista francês Nicephore Niepce em 1826. A fotografia, intitulada "Point de vue du Gras", é uma imagem de partes dos edifícios da propriedade de Niepce e da paisagem circundante. O desenvolvimento do filme fotográfico e da fotografia monocromática se desenvolveu rapidamente nas décadas seguintes.

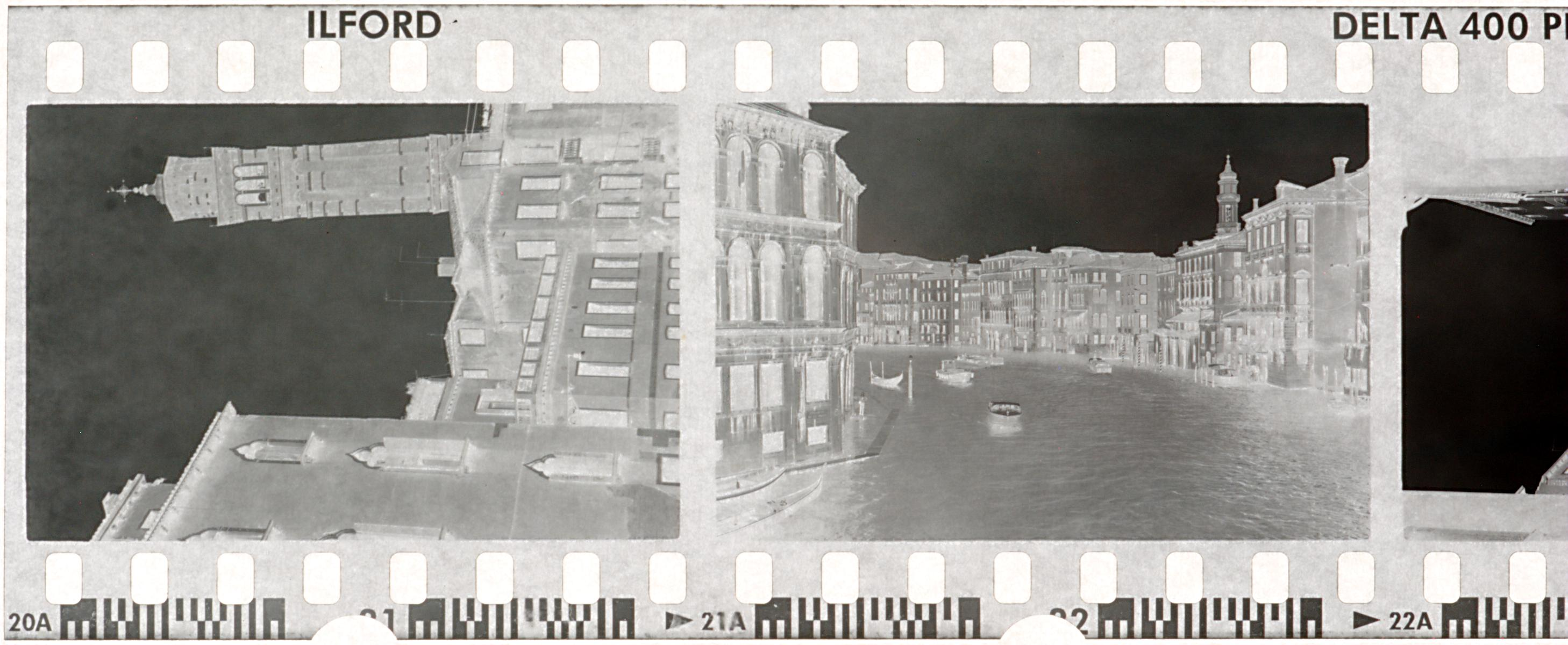
Película de filme.